# صورة الحويضة
صورة الحويضة(تُعرف أيضاً بتصوير الحويضة أو تصوير الجهاز البولي أو القناة البولية) هي نوع من التصوير للحوض الكلوي والحالب. تتضمن الأنواع:
تصوير الحويضة الوريدية - حيث يتم إدخال محلول التباين من خلال الوريد إلى الدورة الدموية.
تصوير الحويضة الرجوعي (بالطريق الراجع) - أي تصوير للحويصلة يتم فيه إدخال مادة التباين من المسالك البولية السفلية وتتدفق نحو الكلى (أي في اتجاه "رجعي"، ضد التدفق الطبيعي للبول).
تصوير الحويضة التقدمي - تصوير للحويصلة حيث يمر مادة التباين من الكلى نحو المثانة، محاكياً التدفق الطبيعي للبول.
تصوير الحويضة الغازي - تصوير للحويصلة يستخدم مادة تباين غازية بدلاً من سائلة. وقد يتكون أيضًا بدون حقن غاز، عندما تصيب الكائنات الحية الدقيقة المنتجة للغاز الأجزاء العلوية من الجهاز البولي.